# Gare de Bedous
La gare de Bedous est une gare ferroviaire française située sur le territoire de la commune de Bedous, dans le département des Pyrénées-Atlantiques, en région Nouvelle-Aquitaine. Elle est rouverte au trafic voyageurs le 26 juin 2016.
C'est aujourd'hui une halte voyageurs de la Société nationale des chemins de fer français (SNCF), desservie par des trains express régionaux TER Nouvelle-Aquitaine.

## Situation ferroviaire
Établie à 407 m d'altitude, la gare se situe au point kilométrique 275,260 de la ligne de Pau à Canfranc (frontière), entre la gare de Sarrance (ouverte) et la gare d'Accous (fermée).

## Histoire
La gare a été ouverte le 21 avril 1914 (mise en service de la section d'Oloron à Bedous). La section de Bedous à Canfranc a été ouverte le 11 juillet 1928. Le trafic a été suspendu le 27 mars 1970 entre Bedous et Canfranc à la suite de l'effondrement du pont de l'Estanguet consécutif à la dérive et au déraillement d'un train de marchandises. La gare de Bedous a été fermée au service des voyageurs par fer le 1er juin 1980 puis au service des marchandises en 1985, avant d'être rouverte le 26 juin 2016.

### Réouverture de la gare

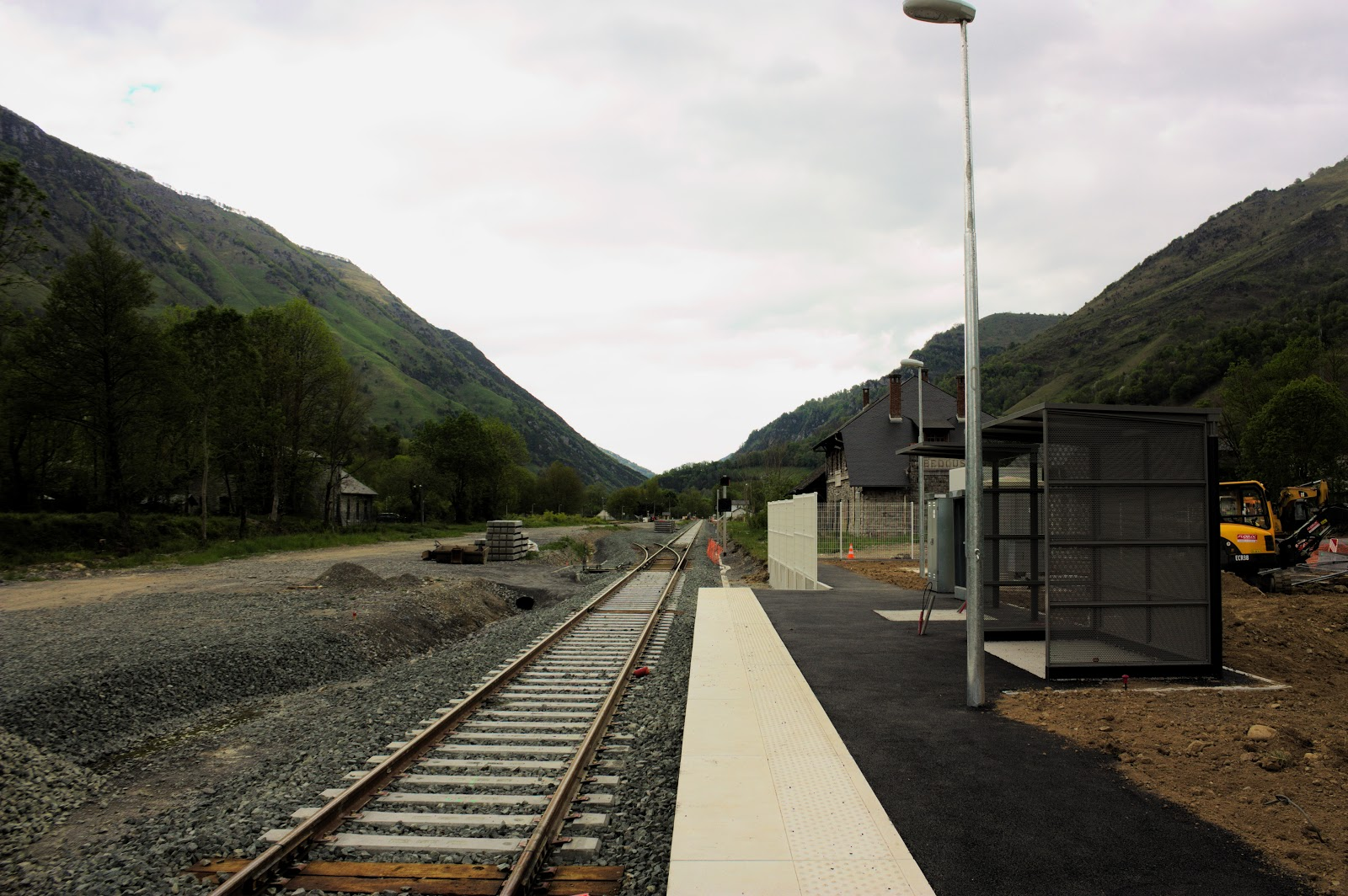
Quai de la nouvelle halte de Bedous, Mai 2016.

La section d'Oloron à Bedous a rouvert, ainsi que la gare, le 26 juin 2016. Le bâtiment voyageur étant actuellement occupé, le nouveau quai est décalé vers le sud et sa rampe d’accès débouche dans l’ancienne cour de la gare. 
Par ailleurs, la halte de Bedous dispose d'un local de coupure pour le personnel de la SNCF, ainsi que d'un quai de 60 mètres et d'un guichet informatique. Bedous sera également un point de correspondance avec les cars régionaux à tarification SNCF à destination de la gare internationale de Canfranc. 
En 2015, le faisceau de la gare de Bedous a été déferré et seules deux voies subsistent, dont une est une voie en impasse pour le garage de rames, l'autre voie étant celle qui accueille le quai. Comme toutes les haltes entre Oloron et Bedous, elle est équipée pour les personnes handicapées, ainsi que d'un écran affichant en temps réel les horaires .
En 2019, le bâtiment de la gare devient un hôtel-restaurant. 
En 2022, selon les estimations de la SNCF, la fréquentation annuelle de la gare était de 16 568 voyageurs contre 16 827 voyageurs en 2019. En 2023, elle bondit à 22 697 voyageurs, soit 37,5% d'augmentation (Source : SNCF OPEN DATA-Fréquentation des gares) avec 6 129 voyageurs de plus qu'en 2022. En 2024, on atteint 25 212 voyageurs

## Service des voyageurs

### Accueil
Bedous est un point d'arrêt non géré (PANG). La halte est munie d'un quai unique, d'un abri ainsi qu'un DBR (Distributeur de billets régionaux). La halte est accessible aux personnes à mobilité réduite (PMR).
L'ancien bâtiment voyageur, située à proximité, a été transformé en restaurant et hôtel.

### Desserte
La gare est desservie par :
- La ligne TER 55 des trains TER Nouvelle-Aquitaine qui effectuent des missions entre les gares de Pau et Bedous. Au second semestre 2024, l'offre est de 4 aller-retours en semaine, 5 les Samedis, Dimanches et fêtes en Hiver, renforcée à 6 aller-retours en saison estivale.
- Les cars de la région Nouvelle-Aquitaine :
  - ligne 550 en direction de Canfranc (sur la N330a à proximité de la gare), du col du Col du Somport et de la station de ski Le Somport

### Intermodalité
La gare de Bedous permet de faciliter l'intermodalité en réunissant différents modes de transports sur un même lieu.
- Arrêt de cars interurbains (ligne 550)
- Parking gratuit
- Parking à vélo (non sécurisé)
- Station de location de vélos